# Championnat de Suède de football
Ne doit pas être confondu avec la HockeyAllsvenskan
Le championnat de Suède de football (Allsvenskan en suédois) est une compétition de football qui constitue le premier échelon pour ce sport en Suède. Il est créé en 1924 pour remplacer la Svenska Mästerskapet, compétition disputée depuis 1896 dont les vainqueurs sont rétroactivement considérés comme champions de Suède.
Il oppose depuis 2008 seize clubs qui s'affrontent à deux reprises (une fois à domicile, une fois à l'extérieur) pour un total de trente matches entre les mois d'avril et novembre. Au terme de la saison, les deux clubs les plus mal placés sont relégués en Superettan. La troisième équipe la moins bien placée d'Allsvenskan dispute un match de barrage contre le troisième de Superettan.
Au niveau européen, le champion de Suède est qualifié pour la Ligue des champions, tandis que les clubs arrivés en seconde et troisième position sont qualifiés pour la Ligue Europa Conférence.

## Histoire

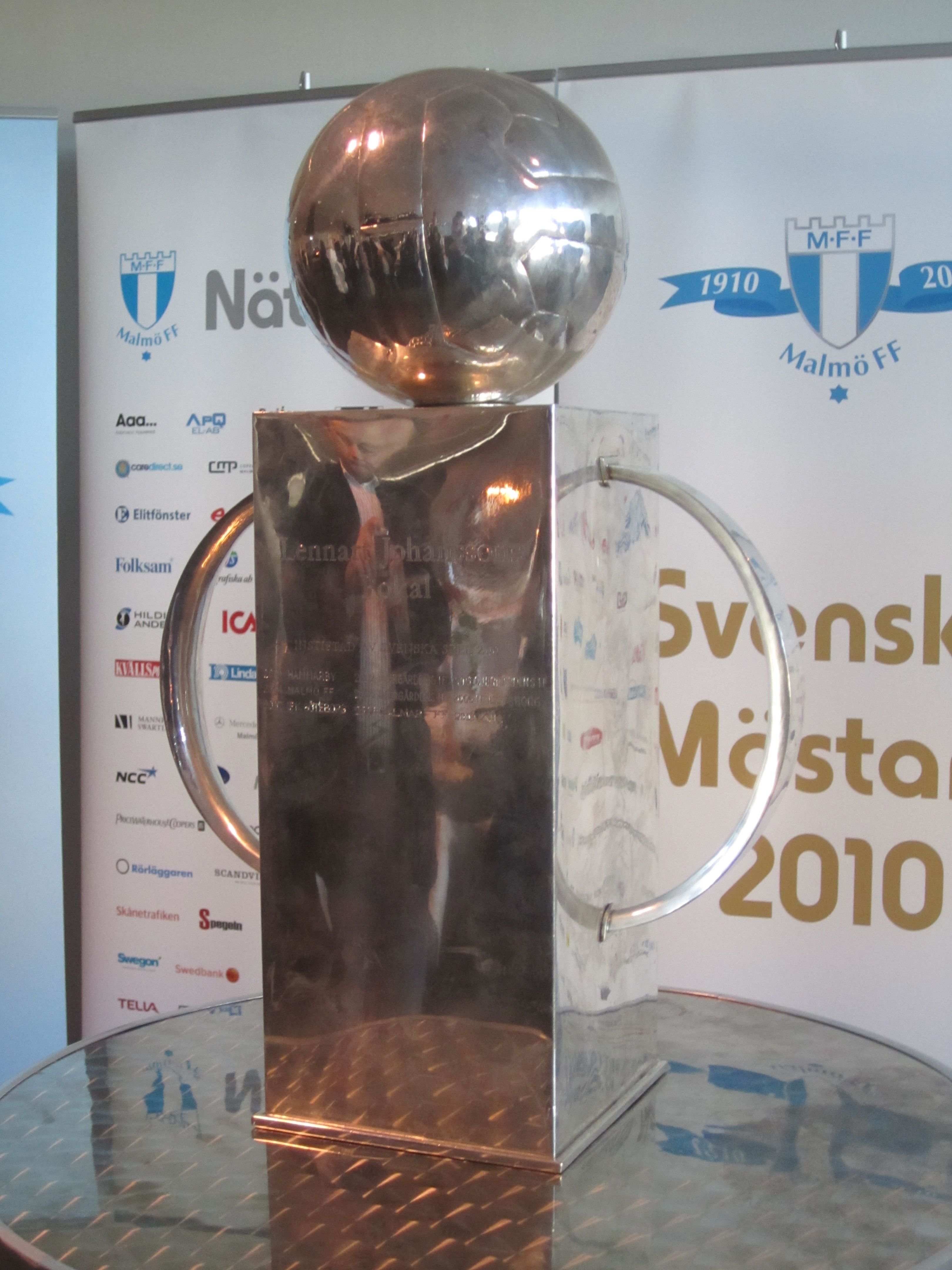
Depuis 2001, le vainqueur du championnat remporte le trophée Lennart Johansson.

La fédération suédoise de football est fondée en 1904. Pour les années précédant cette date, les vainqueurs de la coupe Svenska Mästerskapet reçoivent le titre de champion rétroactivement par décision de la fédération. La Svenska Mästerskapet continue à être disputée jusqu'en 1925, date de sa suppression. Dans le même temps, une compétition au format « championnat » fait son apparition, le Svenska Serien. Créée en 1910, elle disparaît en 1924. Elle n'est pas comptée dans les championnats.
À l'aube de la saison 1924-1925 un nouveau championnat est créé : Allsvenskan. Néanmoins, le titre de champion ne commence à être attribué au club arrivé en tête d'Allsvenskan qu'à partir de la saison 1930-1931. Depuis cette date, le vainqueur d'Allsvenskan est toujours le champion de Suède, sauf lors de la période 1982-1990, durant laquelle les titres sont décernés après des séries éliminatoires, et lors de la période 1991-1992, durant laquelle les six premiers d'Allsvenskan sont départagés par un mini-championnat nommé Mästerskapsserien.
Le championnat débute à l'automne et se termine au printemps de l'année suivante jusqu'en 1958. La saison 1957-1958 est prolongée d'un tiers, avec 33 matches au lieu des 22 habituels (on parle de «  Maratonallsvenskan » pour désigner cette saison exceptionnellement longue), afin de permettre le basculement du calendrier sur le format actuel, avec le début au printemps et la fin à l'automne de la même année, à partir de la saison 1959.
Jusqu'en 2000, l'équipe championne remporte le trophée von Rosen, baptisé en hommage au premier président de la fédération suédoise de football, Clarence von Rosen. À la suite de la découverte de ses sympathies nazies, un nouveau trophée est décerné à partir de 2001 : le trophée Lennart Johansson, qui rend hommage à l'ancien président de l'UEFA Lennart Johansson. Les quatre premières équipes reçoivent également des médailles : médaille d'or pour les premiers, grande médaille d'argent pour les deuxièmes, petite médaille d'argent pour les troisièmes et médaille de bronze pour les quatrièmes.

## Participants de l'édition 2022
| \| Malmö Göteborg AIK IF Elfsborg BK Häcken Örebro Djurgårdens IF Östersund Kalmar Norrköping Hammarby IF Uppsala Mjällby Varbergs Halmstads Varbergs \| Localisation des clubs engagés dans le championnat. |
| Malmö Göteborg AIK IF Elfsborg BK Häcken Örebro Djurgårdens IF Östersund Kalmar Norrköping Hammarby IF Uppsala Mjällby Varbergs Halmstads Varbergs                                                           |

Légende des couleurs
- Premier tour de qualification de la Ligue des champions 2021-2022
- Deuxième tour de qualification de la Ligue Europa Conférence 2021-2022
- Promu de deuxième division

| Club           | Ville      | Dernière montée | Classement 2019 | Stade            | Capacité théorique |
| -------------- | ---------- | --------------- | --------------- | ---------------- | ------------------ |
| Malmö FF       | Malmö      | 2001            | 1er             | Swedbank Stadion | 24 000             |
| IF Elfsborg    | Borås      | 1997            | 2               | Borås Arena      | 16 899             |
| BK Häcken      | Göteborg   | 2009            | 3               | Bravida Arena    | 6 500              |
| Djurgårdens IF | Stockholm  | 2001            | 4               | Tele2 Arena      | 30 000             |
| Mjällby AIF    | Sölvesborg | 2020            | 5               | Strandvallen     | 8 500              |
| IFK Norrköping | Norrköping | 2011            | 6               | Nya Parken       | 15 734             |
| Örebro SK      | Örebro     | 2014            | 7               | Behrn Arena      | 12 300             |
| Hammarby IF    | Stockholm  | 2015            | 8               | Tele2 Arena      | 30 000             |
| AIK Fotboll    | Solna      | 2006            | 9               | Friends Arena    | 50 000             |
| IK Sirius      | Uppsala    | 2017            | 10              | Studenternas IP  | 6 300              |
| Varbergs BoIS  | Varberg    | 2020            | 11              | Påskbergsvallen  | 4 500              |
| IFK Göteborg   | Göteborg   | 1977            | 12              | Gamla Ullevi     | 18 416             |
| Östersunds FK  | Östersund  | 2016            | 13              | Jämtkraft Arena  | 6 626              |
| Kalmar FF      | Kalmar     | 2004            | 14              | Guldfågeln Arena | 12 000             |
| Halmstads BK   | Halmstad   | 2021            | 1er D2          | Örjans Vall      | 8 500              |
| Degerfors IF   | Degerfors  | 2021            | 2 D2            | Stora Valla      | 7 500              |

## Palmarès
| Saison | Champion            |
| 1925   | GAIS (1)            |
| 1926   | Örgryte IS          |
| 1927   | GAIS (2)            |
| 1928   | Örgryte IS          |
| 1929   | Helsingborgs IF (1) |
| 1930   | Helsingborgs IF (2) |
| 1931   | GAIS (3)            |
| 1932   | AIK                 |
| 1933   | Helsingborgs IF (3) |
| 1934   | Helsingborgs IF (4) |
| 1935   | IFK Göteborg (1)    |
| 1936   | IF Elfsborg         |
| 1937   | AIK                 |
| 1938   | IK Sleipner (1)     |
| 1939   | IF Elfsborg         |
| 1940   | IF Elfsborg         |
| 1941   | Helsingborgs IF (5) |
| 1942   | IFK Göteborg (2)    |
| 1943   | IFK Norrköping (1)  |
| 1944   | Malmö FF (1)        |
| 1945   | IFK Norrköping (2)  |
| 1946   | IFK Norrköping (3)  |
| 1947   | IFK Norrköping (4)  |
| 1948   | IFK Norrköping (5)  |
| 1949   | Malmö FF (2)        |
| 1950   | Malmö FF (3)        |
| 1951   | Malmö FF (4)        |
| 1952   | IFK Norrköping (6)  |
| 1953   | Malmö FF (5)        |
| 1954   | GAIS (4)            |
| 1955   | Djurgårdens IF      |
| 1956   | IFK Norrköping (7)  |
| 1957   | IFK Norrköping (8)  |
| 1958   | IFK Göteborg (3)    |
| 1959   | Djurgårdens IF      |
| 1960   | IFK Norrköping (9)  |
| 1961   | IF Elfsborg         |
| 1962   | IFK Norrköping (10) |
| 1963   | IFK Norrköping (11) |
| 1964   | Djurgårdens IF      |
| 1965   | Malmö FF (6)        |
| 1966   | Djurgårdens IF      |
| 1967   | Malmö FF (7)        |
| 1968   | Östers IF           |
| 1969   | IFK Göteborg (4)    |
| 1970   | Malmö FF (8)        |
| 1971   | Malmö FF (9)        |
| 1972   | Åtvidabergs FF      |
| 1973   | Åtvidabergs FF (2)  |
| 1974   | Malmö FF (10)       |
| 1975   | Malmö FF (11)       |
| 1976   | Halmstads BK (1)    |
| 1977   | Malmö FF (12)       |
| 1978   | Östers IF           |
| 1979   | Halmstads BK (2)    |
| 1980   | Östers IF           |
| 1981   | Östers IF (4)       |
| 1982   | IFK Göteborg (5)    |
| 1983   | IFK Göteborg (6)    |
| 1984   | IFK Göteborg (7)    |
| 1985   | Örgryte IS (14)     |
| 1986   | Malmö FF (13)       |
| 1987   | IFK Göteborg (8)    |
| 1988   | Malmö FF (14)       |
| 1989   | IFK Norrköping (12) |
| 1990   | IFK Göteborg (9)    |
| 1991   | IFK Göteborg (10)   |
| 1992   | AIK                 |
| 1993   | IFK Göteborg (11)   |
| 1994   | IFK Göteborg (12)   |
| 1995   | IFK Göteborg (13)   |
| 1996   | IFK Göteborg (14)   |
| 1997   | Halmstads BK (3)    |
| 1998   | AIK                 |
| 1999   | Helsingborgs IF     |
| 2000   | Halmstads BK (4)    |
| 2001   | Hammarby IF (1)     |
| 2002   | Djurgårdens IF      |
| 2003   | Djurgårdens IF      |
| 2004   | Malmö FF (15)       |
| 2005   | Djurgårdens IF (11) |
| 2006   | IF Elfsborg (5)     |
| 2007   | IFK Göteborg (18)   |
| 2008   | Kalmar FF (1)       |
| 2009   | AIK (11)            |
| 2010   | Malmö FF (16)       |
| 2011   | Helsingborgs IF (5) |
| 2012   | IF Elfsborg (6)     |
| 2013   | Malmö FF (17)       |
| 2014   | Malmö FF (18)       |
| 2015   | IFK Norrköping (13) |
| 2016   | Malmö FF (19)       |
| 2017   | Malmö FF (20)       |
| 2018   | AIK (12)            |
| 2019   | Djurgårdens IF (12) |
| 2020   | Malmö FF (21)       |
| 2021   | Malmö FF (22)       |
| 2022   | BK Häcken (1)       |
| 2023   | Malmö FF (23)       |
| 2024   | Malmö FF (24)       |

## Bilan
| Club            | Titres | Années |
| --------------- | ------ | --- |
| Malmö FF        | 24     | 1944, 1949, 1950, 1951, 1953, 1965, 1967, 1970, 1971, 1974, 1975, 1977, 1986, 1988, 2004, 2010, 2013, 2014, 2016, 2017, 2020, 2021, 2023, 2024 |
| IFK Göteborg    | 18     | 1908, 1910, 1918, 1935, 1942, 1958, 1969, 1982, 1983, 1984, 1987, 1990, 1991, 1993, 1994, 1995, 1996, 2007                                     |
| Örgryte IS      | 14     | 1896, 1897, 1898, 1899, 1902, 1904, 1905, 1906, 1907, 1909, 1913, 1926, 1928, 1985                                                             |
| IFK Norrköping  | 13     | 1943, 1945, 1946, 1947, 1948, 1952, 1956, 1957, 1960, 1962, 1963, 1989, 2015                                                                   |
| AIK             | 12     | 1900, 1901, 1911, 1914, 1916, 1923, 1932, 1937, 1992, 1998, 2009, 2018                                                                         |
| Djurgårdens IF  | 12     | 1912, 1915, 1917, 1920, 1955, 1959, 1964, 1966, 2002, 2003, 2005, 2019                                                                         |
| IF Elfsborg     | 6      | 1936, 1939, 1940, 1961, 2006, 2012 |
| Helsingborgs IF | 5      | 1933, 1934, 1941, 1999, 2011 |
| GAIS            | 4      | 1919, 1922, 1931, 1954 |
| Halmstads BK    | 4      | 1976, 1979, 1997, 2000 |
| Östers IF       | 4      | 1968, 1978, 1980, 1981 |
| Åtvidabergs FF  | 2      | 1972, 1973 |
| Kalmar FF       | 1      | 2008 |
| Hammarby IF     | 1      | 2001 |
| BK Häcken       | 1      | 2022 |
| IK Sleipner     | 1      | 1938 |
| Brynäs IF       | 1      | 1925 |
| Fässbergs IF    | 1      | 1924 |
| IFK Eskilstuna  | 1      | 1921 |
| Göteborgs IF    | 1      | 1903 |

## Compétitions européennes

### Classement du championnat
Le tableau ci-dessous récapitule le classement de la Suède au coefficient UEFA depuis 1960. Ce coefficient par nation est utilisé pour attribuer à chaque pays un nombre de places pour les compétitions européennes ainsi que les tours auxquels les clubs doivent entrer dans la compétition.
| 1960 | 1961 | 1962 | 1963 | 1964 | 1965 | 1966 | 1967 | 1968 | 1969 | 1970 | 1971 | 1972 | 1973 | 1974 | 1975 | 1976 | 1977 | 1978 | 1979 | 1980 | 1981 | 1982 | 1983 | 1984 | 1985 | 1986 | 1987 | 1988 | 1989 | 1990 | 1991 | 1992 |
| ---- | ---- | ---- | ---- | ---- | ---- | ---- | ---- | ---- | ---- | ---- | ---- | ---- | ---- | ---- | ---- | ---- | ---- | ---- | ---- | ---- | ---- | ---- | ---- | ---- | ---- | ---- | ---- | ---- | ---- | ---- | ---- | ---- |
| 13   | 13   | 15   | 14   | 12   | 15   | 21   | 20   | 23   | 23   | 23   | 25   | 24   | 20   | 23   | 20   | 19   | 20   | 21   | 18   | 21   | 19   | 15   | 15   | 17   | 18   | 12   | 11   | 13   | 10   | 11   | 14   | 21   |
| 1993 | 1994 | 1995 | 1996 | 1997 | 1998 | 1999 | 2000 | 2001 | 2002 | 2003 | 2004 | 2005 | 2006 | 2007 | 2008 | 2009 | 2010 | 2011 | 2012 | 2013 | 2014 | 2015 | 2016 | 2017 | 2018 | 2019 | 2020 | 2021 | 2022 | 2023 | 2024 | 2025 |
| 18   | 17   | 14   | 14   | 14   | 23   | 19   | 22   | 19   | 22   | 23   | 24   | 26   | 26   | 28   | 22   | 23   | 24   | 28   | 24   | 23   | 24   | 24   | 21   | 21   | 22   | 22   | 21   | 23   | 23   | 23   | 25   | 20   |

Le tableau suivant affiche le coefficient actuel du championnat suédois.
| Rang | Pays    | 2020-2021 | 2021-2022 | 2022-2023 | 2023-2024 | 2024-2025 | Coefficient |
| ---- | ------- | --------- | --------- | --------- | --------- | --------- | ----------- |
| 18   | Israël  | 7,000     | 6,750     | 6,250     | 8,750     | 2,875     | 31,625      |
| 19   | Chypre  | 4,000     | 4,125     | 5,100     | 3,750     | 10,562    | 27,537      |
| 20   | Suède   | 2,500     | 5,125     | 6,250     | 1,875     | 11,375    | 27,125      |
| 21   | Croatie | 5,900     | 6,000     | 3,375     | 5,875     | 5,875     | 27,025      |
| 22   | Serbie  | 5,500     | 9,500     | 5,375     | 1,400     | 3,725     | 25,500      |

### Coefficient UEFA des clubs
| Rang | Club           | 2020-2021 | 2021-2022 | 2022-2023 | 2023-2024 | 2024-2025 | Coefficient |
| ---- | -------------- | --------- | --------- | --------- | --------- | --------- | ----------- |
| 63   | Djurgårdens IF | 2,000     | -         | 13,000    | 1,500     | 17,500    | 34,000      |
| 118  | Malmö FF       | 2,500     | 5,000     | 3,000     | -         | 4,000     | 14,500      |
| 145  | IF Elfsborg    | -         | 2,500     | 1,500     | -         | 7,000     | 11,000      |
| 211  | BK Häcken      | -         | 1,500     | -         | 3,000     | 2,500     | 7,000       |
| 264  | Hammarby IF    | 1,500     | 2,500     | -         | 1,500     | -         | 5,500       |